# Хераклит
Хераклит (на гръцки: Ηρακλειτος) е древногръцки философ, произхождащ от знатен род. Името му се свързва с диалектическия метод на познанието. Според него процесите и явленията трябва да се изучават, когато са свързани.
Той не е съгласен с Талес, Анаксимандър и Питагор за природата на първичната субстанция и твърди, че всичко произлиза от класическия елемент огън, а не от въздух, вода или земя. От това следва, че промяната е реална, а устойчивостта – илюзия. Известен е с афоризма „Панта рей“:
| „ | Πάντα χωρεῖ καὶ οὐδὲν μένει Всичко тече и нищо не остава | “ |

Хераклит е първият философ, за когото движението (промяната) е основна категория. Повечето му съждения демонстрират всеобхватността на движението:
| „ | Не можеш да влезеш два пъти в една и съща (вода на) река. | “ |

## Биография
Основният източник на сведения за живота на Хераклит е Диоген Лаерций, въпреки че някои поставят под съмнение валидността на неговите разкази. Неговите дати на раждане и смърт се основават на продължителност на живот 60 години, на която възраст според Диоген Хераклит е умрял.
Хераклит е роден в аристократично семейство в Ефес, тогава част от Персийската империя – днешен Ефес, Турция. Диоген казва, че Хераклит практикувал игри с младежите в храма на Артемида и когато го помолили да започне да създава закони, той отказал, като смятал, че това е или фундаментално погрешно, или твърде уморително.
По отношение на образованието според Диоген Хераклит „учудва“ още от ранното си детство. Диоген разказва, че като момче Хераклит казал, че „не знае нищо“, но по-късно твърдял, че „знае всичко“. Негово е твърдението:
| „ | „Нещата, които могат да бъдат видени, чути и научени, са тези, които ценя най-много.“ | “ |

Диоген разказва, че Хераклит имал лошо мнение за човешките дела. Законите трябвало да бъдат защитавани така сякаш са градските стени.
Животът на Хераклит като философ е прекъснат от воднянка или от бъбречна инфекция с подуване на стомаха. Лекарите, с които той се консултирал, не били в състояние да му предпишат лекарство. Той се опитал  да се излекува сам чрез намазване с говежда тор и печене на слънце, но на втория ден починал и трупът му останал мръсен.

## Творчество
Диоген твърди, че работата на Хераклит е „непрекъснат трактат за природата, но е разделен на три беседи – една е посветена на вселената, друга на политиката и трета на теологията.“ Теофраст казва: „... някои части от неговата работа са недовършени, а други представляват странна смесица.“.
Диоген също ни казва, че Хераклит създава своята книга като посвещение на големия храм на Артемида – един от най-големите храмове на шести век пр.н.е. и едно от Седемте чудеса на античния свят. Древните храмове са били редовно използвани за съхранение на ценности и са били отворени за частни лица при извънредни обстоятелства. Много по-късни философи на този период се насочват също към творбата. Диоген казва: „Книгата се сдобила с такава слава, че породила привърженици на неговата философия, които били наричани хераклитовци.“
Както и при други предишни предсократици, неговите писания са оцелели само фрагментарно, цитирани от други автори.

## Древни прозвища

### „Неясният“
По някое време в древността Хераклит придобил този епитет, обозначаващ, че основните му думи били трудни за разбиране. Според Диоген, Тимон от Флиус го нарича Гатанката и обяснява, че Хераклит е написал книгата си „по-скоро неясно“, така че само „способните“ трябва да се заемат с нея. По времето на Цицерон той станал Тъмният, тъй като той говорил „твърде неясно“ относно природата и го е направил умишлено, за да бъде разбран погрешно.

### „Плачещият философ“
Диоген Лаерций преписва теорията, че Хераклит не е завършил някои от творбите си поради меланхолия, от Теофраст. По-късно той е бил посочен като „плачещият философ“, за разлика от Демокрит, който е известен като „смеещият се философ.“ „Сред мъдрите вместо от гняв Хераклит бе застигнат от сълзи, а Демокрит от смях.“
Мотивът също беше приет от Лукиан от Самосата в неговата „Продажба на вероизповедания“, в която двамата се продават заедно като допълнителен продукт в сатиричен търг на философи. Впоследствие те били счетени за неизменна черта на философските пейзажи. „Плачещият философ“ може да е бил споменат във Венецианският търговец от Уилям Шекспир.

## Философия

### Логос
Идеята, че „всички неща ще се случат в съответствие с този Логос“ и „Логосът е нещо обичайно“ се изразява в две известни, но неясни фрагмента:
„Този Логос съществува винаги, но хората винаги се оказват неспособни да го разберат, както преди да чуят за него, така и след като първо са чули. Затова макар и всички неща да бъдат в съответствие с този Логос, хората са като неопитни, когато се сблъскват с такива думи и дела, разграничавайки се всеки от всеки чрез съответствие със своето естество. Но други хора не успяват да забележат това, което правят, докато са будни, точно както те забравят какво са правили по време на съня си.“
„Поради тази причина е необходимо да се следва общото. Но въпреки че Логосът е често срещан, повечето хора живеят така, сякаш те са имали свои собствени частни разбирания.“
Значението на Логоса също е предмет на тълкуване: „дума“, „описание“, „план“, „формула“, „мярка“, „пропорционалност“, „изчисление“. Въпреки че Хераклит съвсем съзнателно разиграва няколко значения на Логоса няма основателна причина да се предполага, че той я използва в специален технически смисъл, значително по-различно от начина, по който тя е била използвана от обикновените гърци по негово време.
По-късните стоици го разбират като „причина, която управлява всичко“ и Иполит в периода на трети век го определя като християнското Слово на Бога.

### „Всичко тече“
Πάντα ῥεῖ „всичко тече“ не е запазено като цитат от Хераклит, така че може да не е негов собствен изказ. Този известен афоризъм е използван за характеризирането на мисълта на Хераклит, идващ от диалога на Платон „Кратил“.
Философията на Хераклит е обобщена в загадъчните му изказвания:
| „ | ποταμοῖσι τοῖσιν αὐτοῖσιν ἐμϐαίνουσιν, ἕτερα καὶ ἕτερα ὕδατα ἐπιρρεῖ. „Все по-нови води се вливат в тези, които вече са се влели в същите реки.“ | “ |

Цитатът от Хераклит се появява в Кратил на Платон два пъти, а в 401, D като:
| „ | τὰ ὄντα ἰέναι τε πάντα καὶ μένειν οὐδέν” "Всичко съществуващо се движи и нищо не остава едно и също „ | “ |

и в 402, а
| „ | “πάντα χωρεῖ καὶ οὐδὲν μένει" καὶ „δὶς ἐς τὸν αὐτὸν ποταμὸν οὐκ ἂν ἐμβαίης“ „Всичко се променя и нищо не остава... и... ти не можеш да стъпиш два пъти в един и същ поток“ | “ |

Твърденията за потока са съчетани в много фрагменти с енигматичното изображение на реката:
| „ | И двамата стъпваме, и не стъпваме в една и съща река. Ние сме и не сме. | “ |

### „По пътя нагоре и надолу“
Структурата ὁδὸς ἄνω κάτω е по-точно преведена като: „Пътят нагоре-надолу“. Те траят едновременно и мигновено и довеждат до резултат на „скрита хармония“. Един от начините е поредица от трансформации. Трансформацията е заместител на един елемент от друг:
| „ | Краят на пожара е началото на въздуха и краят на въздуха е началото на водата. | “ |

Тази фразеология допълнително изяснява, че: Всички неща са обмен на огън и огънят е обмен на всички неща, точно като стоки за злато и злато за стоки.
Хераклит счита огъня за най-фундаменталния елемент. Той вярвал, че огънят е причина за съществуването на другите елементи и по този начин и на всички неща. Той разглежда душата като смес от огън и вода: огънят е най-благородната част на душата, а водата – позорната. Следователно душата трябва да се стреми към огъня и по-малко към водата: „сухата“ душа е най-добра. Според Хераклит светските удоволствия направили душата „влажна“, и той смята усвояването на нечии светски желания за благороден стремеж, който пречиства огъня на душата. Норман Мелчерт тълкува Хераклит като използва метафорично „огъня“ вместо Логоса като произход на всички неща.

### „Следвай обичайното“
Хората трябва да следват обичайното и да нямат изградена „своя собствена преценка“. Той прави разлика между човешките закони и божествените закони.
Той премахва човешкото чувство за справедливост от концепцията си за Бога т.е. човечеството не е образ на Бога.
„За Бога всички неща са честни, добри и прости, но хората правят някои неща погрешно и някои право“.
Обичаят на Бога е мъдростта, а този на човека – не и все пак както хората, така и Бог е неопитен: „човешките опити са детски играчки“ и „царската власт е на детето“.
Мъдростта е „да се знае мисълта, чрез която всички неща са насочи към всички неща“, което не трябва да означава, че хората са или могат да бъдат мъдри. Само Зевс е мъдър. До известна степен Хераклит изглежда да е в позиция да призовава хората да следват Божия план, без много да е наясно какво може да значи това.